# Doble Bragado de 2010
La 75ª edición de la Doble Bragado se disputó desde el 1 hasta el 7 de febrero de 2010, constó de 7 etapas de las cuales una fue contrarreloj individual con una distancia total acumulada de 1.114,9 kilómetros.
El sorpresivo ganador fue el joven chivilcoyense Román Mastrángelo del equipo Frío Sur-Chubut, quien se impuso por primera vez en la clasificación general, luego de atacar en la última etapa y llegar a meta junto con otros dos ciclistas con más de 4 minutos de ventaja sobre el grupo mayoritario donde venia el hasta entonces líder de la clasificación general, fue escoltado en el podio por Sebastián Cancio del Sindicato Argentino de Televisión y el tercero fue el campeón olímpico de Madison Walter Pérez perteneciente al equipo Municipalidad de Tres de Febrero.

## Ciclistas participantes
Participaron 97 ciclistas, distribuidos en 11 equipos integrados como máximo por 9 corredores cada uno, de los cuales 9 equipos eran argentinos y uno uruguayo. Finalizaron 77 ciclistas.

#### Equipos
| Municipalidad de 3 de Febrero | Club Ciclista Bragado | Sindicato Argentino de Televisión |
| - 1. Facundo Bazzi - 2. Walter Fernando Pérez - 3. Mauro Andrés Agostini* - 4. Gabriel Horacio Richard - 5. Andres Ignacio Pereyra - 6. Martin Hernández - 7. Sebastian Tolosa* - 8. Ansalas Álvarez - 9. Luis Alberto Martinez       | - 11. Jose Fernando Antogna - 12. Ángel Darío Colla - 13. Daniel Ricardo Díaz* - 14. Guillermo Brunetta - 15. Federico Pagani - 16. Juan Manuel Aguirre - 17. Emilio San Martin - 18. Mariano Defino - 19. Matias Jose Sassone                           | - 21. Sebastián Manuel Cancio - 22. Jorge Adrián Sosa - 23. Miguel Sebastián Medina - 24. Ariel Alejandro Sivori* - 25. Jose Luis Bertoglio - 26. Mario Jesús Patalagoytia - 27. Walter Andres Gavazza - 28. Agustín Fraysse* - 29. Martin Adrián Ercila |
| Agrícola Noroeste | Telefónicos de Entre Ríos | Avícola San Andrés |
| - 31. Carlos Alberto Selvini - 32. Fabio Alberto Cianci - 33. German Bernardo Iros - 34. Luciano Marcantonio - 35. Donato Defelice - 36. David Olariaga* - 37. Agustín Ledesma* - 38. Diego Alejandro Tamame - 39. Lucas Raúl Labbate | - 41. Diego Abel Simiane - 42. Gaston Agüero - 43. Gustavo Francisco Borcard* - 44. Nelson Jeremias Rodriguez - 45. Demis Nahuel Alemán - 46. Sergio Edgardo Celiz - 47. Eduardo Ivan Escudero - 48. Héctor Ariel Maistegui - 49. Tomas Enrique Gil*     | - 51. Franco Eric Lopardo - 52. Lucas Lopardo - 53. Laureano Rosas* - 54. Pablo Gonzalez - 55. Cruz Fernando Robledo - 56. Guillermo José Mulvihill - 57. Germán Ariel López - 58. Mario Schreinner - 59. Pablo Martin De La Barrera                     |
| Italomat | Frío Sur-Chubut | Alas Rojas de Santa Lucía |
| - 61. Eduardo Sepúlveda* - 62. Walter Gastón Trillini* - 63. Braulio Tomas González* - 64. Luis Mansilla - 65. Gonzalo Miranda - 66. Javier Eduardo Fernández - 67. Daniel Rios* - 68. Maximiliano Badde                              | - 71. Adrian Silvio Gariboldi - 72. Elías Damián Pereyra* - 73. Román José Mastrangelo* - 74. Pablo Javier Castro - 75. Leandro Carlos Messineo - 76. Cristian Omar Clavero - 77. Raúl Alejandro Turano - 78. Norberto Oviedo - 79. Matias Ismael Torres | - 81. Hernán Cline - 82. Richard Mascarañas - 83. Eleno Rodriguez - 84. Jorge Bravo - 85. Geovani Fernández - 86. José Luis Miraglia - 87. Miguel Gustavo Tejedor - 88. Erminio Suárez - 89. Pablo Emilio Ciancio                                        |
| Colner-Prezioso | Allen Río Negro | |
| - 91. Roberto Marcelo Prezioso - 92. Jorge Andrés Fidalgo - 93. Juan Pablo Almiron Romero - 94. Leandro Ezequiel Mignaco* - 95. Gregory Duarte - 96. Jorge Soto - 97. Emanuel Yanes - 98. Nicolas Ortiz* - 99. Diego Adalberto Asis*  | - 101. Facundo Martin Surin - 102. Roberto Gaston Infante - 103. Agustín Cavallin* - 104. Rodrigo Nicolas Ortega - 105. Ramiro Giraldi - 107. Matias Arevalo - 108. Javier Esteban Ramirez - 109. Juan Pablo Blanco Morales*                             | |

## Etapas
| Etapa | Fecha        | Recorrido               | km        | Ganador           | Líder             |
| 1ª    | 1 de febrero | Caseros - Mercedes      | 133       | Ángel Darío Colla | Ángel Darío Colla |
| 2ª    | 2 de febrero | Mercedes - Chacabuco    | 171       | Walter Pérez      | Ángel Darío Colla |
| 3ª    | 3 de febrero | Chacabuco - Pergamino   | 157       | Ángel Darío Colla | Ángel Darío Colla |
| 4ª    | 4 de febrero | Circuito en Pergamino   | 133       | Ángel Darío Colla | Ángel Darío Colla |
| 5ª    | 5 de febrero | Pergamino - Bragado     | 196       | Hernán Cline      | Ángel Darío Colla |
| 6ª A  | 6 de febrero | Bragado                 | 16,9(CRI) | Walter Pérez      | Walter Pérez      |
| 6ª B  | 6 de febrero | Circuito en Bragado     | 122       | Fernando Antogna  | Walter Pérez      |
| 7ª    | 7 de febrero | Bragado - Pablo Podestá | 186       | Gonzalo Miranda   | Román Mastrángelo |

## Clasificación final
| Posición | Ciclista               | Equipo                            | Tiempo      |
| -------- | ---------------------- | --------------------------------- | ----------- |
|          | Román Mastrángelo      | Frio Sur-Chubut                   | 24 h 25'07" |
| 2        | Sebastián Cancio       | Sindicato Argentino de Televisión | + 15"       |
| 3        | Walter Pérez           | Municipalidad de Tres de Febrero  | + 3'11"     |
| 4        | Fernando Antogna       | Club Ciclista Bragado             | + 3'17"     |
| 5        | Hernán Cline           | Alas Rojas de Santa Lucía         | + 4'00"     |
| 6        | Leandro Messineo       | Frío Sur-Chubut                   | + 4'01"     |
| 7        | Guillermo Brunetta     | Club Ciclista Bragado             | + 4'07"     |
| 8        | Mauro Agostini         | Municipalidad de Tres de Febrero  | + 4'10"     |
| 9        | Germán López           | Avícola San Andrés                | + 4'29"     |
| 10       | Walter Gastón Trillini | Italomat                          | + 4'46"     |